# Slovinsko na Letních olympijských hrách 1992
Slovinsko na Letních olympijských hrách 1992 ve španělské Barceloně reprezentovalo 35 sportovců (29 mužů a 6 žen).

## Medailisté
| Medaile | Jméno                                                 | Sport     | Disciplína                   |
| ------- | ----------------------------------------------------- | --------- | ---------------------------- |
| Bronz   | Iztok Čop Denis Žvegelj                               | Veslování | Muži dvojka bez kormidelníka |
| Bronz   | Milan Janša Jani Klemenčič Sašo Mirjanič Sadik Mujkič | Veslování | Muži čtyřka bez kormidelníka |